# 11 ق هـ
11 ق هـ هي السنة الحادية عشرة السابقة للهجرة النبوية، وهي توافق ما بين سنتي 610 و611 حسب التقويم الميلادي، أي أنها بدأت في سنة 610م وانتهت في سنة 611م.